# Xenia (film)
Xenia (v originále Ξενία) je řecko-francouzsko-belgický hraný film z roku 2014, který režíroval Panos H. Koutras podle vlastního scénáře. Snímek měl světovou premiéru na Mezinárodním filmovém festivalu v Cannes 19. května 2014, kde byl uveden v sekci Un certain regard.

## Děj
15letý Dany přijíždí po smrti své matky, kabaretní zpěvačky pocházející z Albánie, z Kréty do Athén, aby vyhledal svého staršího bratra Odyssea. Oba bratři pátrání po svém biologickém otci, kterého neznají. Jejich známý Tassos jim zjistí, že nyní bydlí pod jiným jménem v Soluni. Vydávají se do Soluně zejména proto, aby kontaktovali svého otce, který by jim měl pomoci získat řecké občanství. Odysseas se tam také chce zúčastnit castingu do soutěže Řecko hledá superstar s písní italské zpěvačky Patty Pravo, kterou obdivovala jejich matka.

## Obsazení
| Kostas Nikouli          | Dany        |
| Nikos Gelia             | Odysseas    |
| Yannis Stankoglou       | Lefteris    |
| Marissa Triandafyllidou | Vivi        |
| Aggelos Papadimitriou   | Tassos      |
| Romanna Lobats          | Maria-Sonia |
| Patty Pravo             | sebe samu   |
| Ioulios Tziatas         | Moustafa    |